# Синьпин-И-Дайский автономный уезд
Синьпин-И-Дайский автономный уезд (кит. упр. 新平彝族傣族自治县, пиньинь Xīnpíng Yízú Dǎizú zìzhìxiàn) — автономный уезд городского округа Юйси провинции Юньнань (КНР).

## История
После завоевания Дали монголами эти места вошли в состав уезда Сиэ. Во времена империи Мин здесь произошло восстание народности и, после подавления которого Дэн Цзылуном из уезда Сиэ был выделен отдельный уезд Синьпин (新平县, «недавно усмирённые»). Во времена империи Цин в 1666 году к уезду Синьпин была присоединена Синьхуаская область (新化州).
После вхождения провинции Юньнань в состав КНР в 1950 году был образован Специальный район Юйси (玉溪专区), и уезд вошёл в его состав.
Постановлением Госсовета КНР от 13 сентября 1960 года был расформирован уезд Чжэньюань Сишуанбаньна-Дайского автономного округа, и часть его земель перешла в состав уезда Синьпин.
В 1970 году Специальный район Юйси был переименован в Округ Юйси (玉溪地区).
Постановлением Госсовета КНР от 26 декабря 1979 года (вступило в силу 25 ноября 1980 года) уезд Синьпин был преобразован в Синьпин-И-Дайский автономный уезд.
В 1997 году округ Юйси был преобразован в городской округ.

## Административное деление
Автономный уезд делится на 2 уличных комитета, 4 посёлка и 6 волостей.

## Экономика
В горах Айлао выращивают апельсины сорта чучэн.